# Donne innamorate
Donne innamorate (Women in Love) è un romanzo di David Herbert Lawrence, scritto nel 1920. Il libro narra la storia di due sorelle, Ursula e Gudrun Brangwen, che già erano apparse nel  romanzo L'arcobaleno (The Rainbow), del 1915.
Gudrun, un'artista, persegue una relazione distruttiva con Gerald, un industriale; il contrasto inerente a questa coppia procede parallelo con l'amore che si sviluppa tra Ursula e Rupert, un intellettuale sofferente. Le relazioni affettive così stabilite sono ulteriormente approfondite e sviluppate dall'attrazione fisica e psicologica reciproca che sembrano avere i due uomini, Gerald e Rupert.
Il romanzo spazia su tutta la società britannica di poco precedente allo scoppio della prima guerra mondiale, per poi concludersi sulla vetta delle Alpi tirolesi. Come per la maggior parte delle altre opere di Lawrence, anche questo libro ha causato vivaci polemiche per il proprio oggetto sessuale.

## Trama
Le due sorelle abitano nella città di estrazione del carbone di Beldover ed i loro rapporti dominano il romanzo. Ursula, un'insegnante, è innamorata dell'ispettore scolastico Rupert Birkin che inizialmente è legato con ma con la quale però non è affatto felice. 
Gerald Crich, un amico di Birkin, è l'altro personaggio principale. Egli è fortemente sconvolto dalle morti avvenute nella sua famiglia (ha causato casualmente la morte di suo fratello ad un'età giovane e si ritiene colpevole anche quando muore la sorella, a causa di un annegamento). 
Gerald assume la gestione del funzionamento della miniera di suo padre ma la sua posizione inizialmente forte è indebolita dal suo rapporto con Gudrun. Ursula e Rupert, nel frattempo, si sposano ed il romanzo continua con la descrizione del loro rapporto felice. In seguito Gerald e Gudrun si lasciano a causa del flirt con lo scultore Loerke nelle Alpi, mentre i quattro personaggi principali rimangono insieme. 
Alcuni hanno visto il romanzo come riempito di depravazione e vizi, ma Lawrence dichiarò che era il suo lavoro più fine. L'autore stesso è presente nel romanzo nel personaggio di Rupert.

## Edizioni italiane
- Donne innamorate, trad. di Rosa Adler, Maria Ricolli e Giuseppe Pulvirenti Dottori, Milano: Edizioni Elettra, 1935.
- Donne innamorate,  trad. Lidia Storoni Mazzolani, Collana Supercoralli, Torino: Einaudi, 1957; in Romanzi. L'arcobaleno. Donne innamorate, Collana Tutte le Opere di D.H.Lawrence. Classici Contemporanei stranieri, Milano, Mondadori, 1964; Introduzione di Claudio Gorlier, Collana Oscar Biblioteca n.7, Mondadori, 1979; Collana Gli struzzi n.263, Einaudi, Torino, 1982; con un saggio di Anaïs Nin, Collana ETascabili n.313, Einaudi, 1995, ISBN 978-88-06-13846-2.
- Donne in amore, traduzione di Delia Piergentili Agozzino, Roma, Newton Compton, 1975. - col titolo Donne innamorate, Introduzione di Bruno Traversetti, Newton Compton, 1992-2000.
- Donne innamorate, traduzione di Adriana Dell'Orto, Introduzione di Anthony Burgess, Collana Classici, Milano, BUR, 1989, ISBN 978-88-171-6728-4.

## Adattamenti cinematografici
Dal romanzo, il regista inglese Ken Russell ha tratto nel 1969 il film Donne in amore, con Glenda Jackson, Alan Bates e Oliver Reed.